# سیارک ۲۵۰۲۵
سیارک ۲۵۰۲۵ (به انگلیسی: 25025 Joshuavo، نامگذاری:1998QW20) بیست و پنج هزار و بیست و پنجمین سیارک کشف شده‌است که در ۱۷ اوت ۱۹۹۸ کشف شد.
قدر مطلق سیارک برابر ۱۳٫۵ است.